# Stephanopis minuta
Stephanopis minuta es una especie de araña del género Stephanopis, familia Thomisidae.

## Distribución
Se distribuye por Australia: Queensland.

## Taxonomía
Fue descrita por L. Koch en 1876.
Tratamiento taxonómico
La especie aparece registrada y publicada en Die Arachniden Australiens, nach der Natur beschrieben und abgebildet [Erster Theil, Lieferung 17-19]. Bauer & Raspe, Nürnberg 741–888, pl. 65–76..